# Ilya y Vladi
Ilya y Vladi (Илья и Влади en ruso, anteriormente llamados Faktor-2) es un dúo de pop ruso.
Ilya y Vladi es un dúo formado en 1999 por Ilya Podstrelov (Илья Подстрелов) y Vladimir Panchenko (Владимир Панченко). Ambos radican en Alemania, desde donde producen su música, en su totalidad en ruso. La música de Faktor-2 es muy popular en Rusia y en las otras ex Repúblicas Soviéticas. 
Los productores del dúo son Serguey Zhúkov (Сергей Жуков), del proyecto Ruki Vverkh!, y Vitaliy Mozer (Виталий Мозер).

## Discografía
- (2008) Раритет (Raritet - Rareza))
- (2006) Иммунитет подорван (Immunitet podorvan - La inmunidad es subestimada)
- (2006) Неформат (Neformat - Sin formato)

- (2006) Мы фальшивые МС (My fal'shivye MC - Somos MCs falsos)
- (2005) Истории из жизни (Extra hard) (Istori iz zhizni (Super hard) - Historias de la vida (Extra duro))
- (2005) Истории из жизни (Extra light) (Istori iz zhizni (Extra light) - (Historias de la vida (Extra suave))
- (2004) В нашем стиле (V nashem stile - A nuestro estilo)